# 제1기 브뤼닝 내각
제1기 브뤼닝 내각은 독일 중앙당 소속의 하인리히 브뤼닝을 총리로 1930년 3월 30일부터 1931년 10월 10일까지 바이마르 공화국에서 존속한 내각이다. 중앙당, 독일 인민당, 독일 민주당 등 3개 중도 정당의 정치인들로 구성됐다.

## 내각 명단
| 직책         | 초상 | 초상 | 성명                        | 정당            | 비고                                      |
| ------------ | ---- | ---- | --------------------------- | --------------- | ----------------------------------------- |
| 총리         |      |      | 하인리히 브뤼닝 (1885~1970) | 중앙당          |                                           |
| 부총리       |      |      | 헤르만 디트리히 (1879~1954) | 민주당          |                                           |
| 외무장관     |      |      | 율리우스 쿠르티우스         | 인민당          |                                           |
| 내무장관     |      |      | 요제프 비르트 (1879~1956)   | 중앙당          |                                           |
| 재무장관     |      |      | 파울 몰덴하워               | 인민당          | 1930년 6월 20일부터                       |
| 재무장관     |      |      | 하인리히 브뤼닝 (1885~1970) | 중앙당          | 1930년 6월 20일부터 1930년 6월 26일까지   |
| 재무장관     |      |      | 헤르만 디트리히 (1879~1954) | 민주당          | 1930년 6월 26일부터                       |
| 경제장관     |      |      | 율리우스 쿠르티우스         | 인민당          | 1929년 11월 11일까지                      |
| 경제장관     |      |      | 파울 몰덴하워               | 인민당          | 1929년 11월 11일부터 1929년 12월 23일까지 |
| 경제장관     |      |      | 로베르트 슈미트             | 사민당          | 1929년 12월 23일부터                      |
| 노동장관     |      |      | 아담 슈테거발트             | 중앙당          |                                           |
| 법무장관     |      |      | 에리히 코흐베서             | 민주당          | 1929년 4월 13일까지                       |
| 법무장관     |      |      | 테오도어 폰 게라르트        | 중앙당          | 1929년 4월 13일부터                       |
| 국방장관     |      |      | 빌헬름 그뢰너               | 무소속          |                                           |
| 스포츠장관   |      |      | 게오르크 제첼               | 바이에른 인민당 |                                           |
| 교통장관     |      |      | 테오도어 폰 게라르트        | 중앙당          |                                           |
| 식품농업장관 |      |      | 마르틴 실레                 | 국가인민당      |                                           |
| 점령지역장관 |      |      | 테오도어 폰 게라르트        | 중앙당          | 1929년 2월 6일까지                        |
| 점령지역장관 |      |      | 요제프 비르트               | 중앙당          | 1929년 4월 13일부터                       |